# Pierre Thibaud
Pour les articles homonymes, voir Thibaud.
Pierre Thibaud, né le 22 juin 1929 à Proissans (Dordogne) et mort à Paris le 29 octobre 2004,,, est un trompettiste français. 

## Biographie
Pierre Thibaud est né à Proissans, au cœur du Périgord noir. Son père est musicien
et directeur de l'harmonie de Sarlat. Il fait ses classes au conservatoire national de région de Bordeaux, où il obtient les 1ers prix de violon et de trompette, puis au Conservatoire national de musique à Paris dans la classe d'Eugène Foveau, d'où il sort en 1950 avec un premier prix de cornet à l'unanimité,,. De 1957 à 1960, il se perfectionne en privé avec Raymond Sabarich, professeur de trompette au Conservatoire.
De 1975 à 1994, il est professeur de trompette et de cornet au Conservatoire national supérieur de musique de Paris. Parmi ses nombreux élèves, il faut citer Max Sommerhalder (de), Piet Knarren (nl), Reinhold Friedrich, Mauro Maur, Giorgio Baggiani (professeur au conservatoire de Cagliari), Pierre Gillet, Manu Mellaerts, Otto Sauter, Håkan Hardenberger, Matthias Persson (soliste à l'Orchestre philharmonique de Monte-Carlo), Franck Pulcini, Bruno Tomba (supersoliste à l'Orchestre de Paris), Bruno Nouvion (trompette solo de l'Orchestre Philharmonique de Radio France), Philippe Litzler (trompette-solo de l'Orchestre de la Tonhalle de Zürich et professeur à la Hochschule de Lucerne), Clément Garrec (professeur au Conservatoire national supérieur de musique de Paris), Bruno Messina, Pierre Badel, Vincent Gillig (soliste à l'Orchestre philharmonique de Strasbourg), Alison Balsom, Clément Saunier, Marco Braito, Michael Brydenfelt, Giuliano Sommerhalder…
À côté de son activité de musicien d'orchestre, en premier lieu comme trompette soliste de l'Orchestre philharmonique d'Israël de 1960 à 1964 et de l'Orchestre de l'Opéra national de Paris de 1966 à 1990, mais aussi aux concerts Lamoureux et Colonne, à la Société du Conservatoire et à la Garde républicaine (1964-1966), il a mené jusque vers 1999 une carrière de concertiste international. Il a fait notamment équipe à partir de 1978 avec l'organiste Philippe Dubeau, titulaire de la tribune de l'église Notre-Dame de Clignancourt à Paris. Il était régulièrement invité par Karl Richter à Munich pour y donner et enregistrer des œuvres de J.S. Bach et de Haendel (HWV 17, HWV 351).
Pierre Thibaud avait un répertoire qui allait du baroque à la musique contemporaine d'André Jolivet et Henri Tomasi, et s'étendait jusqu'à l'avant-garde : il fut ainsi associé au Domaine musical de Pierre Boulez (1954), l'Ensemble Ars Nova de Marius Constant (1963), l'Ensemble Musique vivante de Diego Masson (1966), L'Itinéraire (1973) et à plusieurs créations de musiques nouvelles. Pierre Boulez devait également faire appel à lui lorsqu'il constitua en 1976 l'Ensemble intercontemporain,.
Cofondateur en 1964 du Quintette de cuivres Ars Nova, il y programmait avec ses collègues des musiques allant de la Renaissance au XXe siècle. En 1966, il tient la partie de trompette dans le nonette Aspen Serenade de Darius Milhaud sous la direction du compositeur.
Il a donné des classes de maître annuelles de 1991 à 2000 au festival International Trumpet Days Bremen à Brême, et a été membre de l'International Trumpet Academy Bremen avec des collègues de renommée internationale comme le professeur fondateur Otto Sauter, Timofeï Dokchitser et le Suédois Bo Nilsson. Après sa retraite du Conservatoire national supérieur de musique de Paris, Pierre Thibaud a été nommé professeur au Conservatoire de Tokyo,.
En 1977, il contribue à la mise au point des trompettes Selmer "Série 700".
Pierre Thibaud est décédé le 29 octobre 2004. Ses obsèques se sont déroulées le 3 novembre en l'église Saint-Ferdinand-des-Ternes à Paris, suivies de sa crémation au cimetière du Père-Lachaise.

### Pierre Thibaud et Maurice André
Nés à quatre ans d'intervalle, les Méridionaux Pierre Thibaud et Maurice André ont eu pendant plusieurs années des parcours très semblables, mais sans presque jamais jouer ensemble. Comme Maurice André, mais plus tard et en privé, Pierre Thibaud a été l'élève de Raymond Sabarich. Après de brillantes études au Conservatoire de Paris, ils ont fait leurs débuts professionnels au début des années 1950 en cachetonnant dans les studios et les divers orchestres parisiens de cabarets, bals musette, cirques  ou night clubs, et ont enregistré leurs premiers disques 45 tours de musique de variétés en 1956-1958. En Allemagne, le ralentissement d'activité du vétéran Adolf Scherbaum, spécialiste de la trompette aiguë, leur a ouvert les portes des orchestres spécialisés dans le répertoire baroque, grâce notamment à la trompette piccolo conçue par Maurice André et la maison Selmer en 1967. Ils ont ensuite enregistré les grands concertos pour trompette du répertoire classique et contemporain, Telemann, Haydn, Hummel, Jolivet, etc. Tous deux professeurs au Conservatoire de Paris, avec « une rivalité entre les deux classes concurrentes qui se révèlera stimulante », ils ont chacun une longue liste d'anciens élèves renommés qui leur vouent une admiration sans borne. Ils se sont fait connaître également dans une formation nouvelle de trompette et orgue, illustrée d'abord par Maurice André avec Pierre Cochereau et surtout Marie-Claire Alain. Les carrières des deux artistes ont fini par diverger : alors que Maurice André délecte ses fans toujours plus nombreux avec un répertoire baroque complètement inexploré jusque-là, Pierre Thibaud se fait plutôt le propagateur de la musique d'avant-garde, pour laquelle son cadet n'avait aucune affinité. Abandonnant l'enseignement au Conservatoire en 1978, Maurice André se produit de plus en plus à l'international, apparait à la télévision dans des émissions de grande audience et réalise plus de deux-cents enregistrements avec les chefs les plus illustres. Son apport à l'évolution de l'interprétation et son immense carrière, unique dans le monde de la trompette classique, ont contribué à trop faire oublier celle du brillant continuateur de la réputée école française du début et du milieu du XXe siècle que fut Pierre Thibaud.

## Pédagogie
En plus des cours dispensés en conservatoires et lors de masterclasses, Thibaud a écrit des méthodes pour trompette :
- Techniques nouvelles de la trompette (1975, Alphonse Leduc)
- L'ABC du jeune trompettiste, trois volumes (1982-1983, Gérard Billaudot Éditeur)
- Cahier de gammes (1983, Gérard Billaudot)
- Douze études de virtuosité dans le style d'Arban (1985, Gérard Billaudot)
- Méthode pour trompettiste avancé, Exercices d'échauffement et vocalises pour trompettiste avancé, Exercices chromatiques et études pour trompettiste avancé (2002, Balquhidder Music, Monrose, Californie)

## Enregistrements

### Musique de variétés et jazz symphonique
Les premiers enregistrements de Pierre Thibaud, au cours des années 1950 et 60, ont été consacrés à la rémunératrice musique de variétés. À la trompette, un style dérivé du jazz, popularisé par Harry James, Ray Anthony et Eddie Calvert (en), a été diffusé après-guerre en France par les disques de ces artistes, dont Pierre Thibaud s'inspire à ses débuts. Avec l'essor du disque microsillon 45 tours extended play, de nombreux artistes, dont Maurice André (45 tours EP Odéon SOE 3144, 3339, 3396, 3447), enregistrent des arrangements de chansons et d'airs de danse à la mode ; c'est le cas de Pierre Thibaud, avec Pierre Thibaud et sa trompette (quatre 45 tours EP de l'éphémère label Pretoria : MV 1000, 1001, 1002 et 1008, 1958), Pierre Thibaud et son orchestre (Boum Bomo, deux 45 tours EP publicitaires en 1966 pour les bas BOMO de la Bonneterie de Moreuil), et Pierre Thibaud Terrific Trumpet (Trumpet Boléro, LP 33 tours de 1958 réédité par Musidisc CV 1032). Pour Bel Air et Vogue, il enregistre également des titres sous les pseudonymes de « Mister Jericho » et « Mister Cornélius », dont deux 45 tours EP, avec une compilation en 33 tours 25 cm sous le titre Mister Cornélius : Trompette à gogo. Dans ce domaine, Thibaud reste cependant moins connu que ceux qui avaient pu signer avec des grandes compagnies, comme Aimé Barelli chez Pathé puis Barclay, Georges Jouvin chez La Voix de son maître, Pierre Sellin chez Ducretet Thomson puis Fontana et Fernand Verstraete (le Trumpet Boy masqué) chez Philips. De ses nombreuses participations au sein d'orchestres de variétés, de music-hall et de jazz symphonique, en général non créditées, on retiendra particulièrement le populaire Arsenic Blues de Marc Lanjean (1957), indicatif de la série télévisée Les Cinq Dernières Minutes. Lorsque Thibaud est devenu une star de la trompette, Saint-Preux fait appel à lui pour Andante pour trompette et Adagio pour trompette (Concerto Saint-Preux, microsillon 33 tours Festival, 1977).

### Musique concertante
Se consacrant uniquement au répertoire classique à partir des années 1970, Pierre Thibaud a enregistré plusieurs concertos avec orchestre : 
- Concertos pour trompette de Torelli, Haydn, Telemann (TWV 51:D7) et Leopold Mozart. Orchestre symphonique de Bamberg, direction Otto Gerdes (de) (LP Deutsche Grammophon 2530 138, 1971). Le concerto de Haydn a été repris en CD (DG, collection Galleria, 1998).
- Concertos pour trompette de Jolivet, Tomasi, Telemann (TWV 53:D2) et Hummel. English Chamber Orchestra, direction Marius Constant (LP Deutsche Grammophon 2530 289, 1973). Le concerto de Hummel a été repris en CD Polydor collection Resonance Trompetenkonzerte (1994), et Eloquence Best of Trumpet (2003). Le concerto de Telemann a été repris en CD collection Resonance Trompetenkonzerte (1994) et en coffret de 3 CD DG Eloquence Berühmte Trompeten-Konzerte (2006).
- Pierre Thibaud Trumpet Virtuoso, avec le concerto pour trompette de Haydn, un morceau d'Albrechtsberger et le Concertino pour trompette, orchestre à cordes et piano d'André Jolivet. Gunma Symphony Orchestra, direction Koji Toyoda (en), Henriette Puig-Roget, piano (enregistré en 1981, CD Camerata 32CM-168, Tokyo, 1985).

### Jean-Sébastien Bach et Karl Richter à Munich
On retrouve Pierre Thibaud à la trompette piccolo Selmer en Si♭ à quatre pistons Périnet sur plusieurs disques DG et Archiv Produktion (de) de cantates et d'œuvres orchestrales de Bach par le chef de l'orchestre et du chœur Bach de Munich Karl Richter, notamment en duo avec la soprano Edith Mathis dans la cantate BWV 51. On peut le voir en vidéo dans le 2e Concerto brandebourgeois.

### Pièces avec accompagnement de piano ou d'orgue
- La Trompette du XXe siècle : œuvres de Georges Enesco (Légende), Marius Constant (Alleluias), Antoine Tisné (Héraldiques), Verne Reynolds (Études), avec Ichirō Nodaïra, piano, et Michel Fischer, orgue (LP Arion 38606, 1981).
- Trompette et orgue : concertos d'Albinoni et de Telemann, sonates de Corelli et de Jean-Baptiste Lœillet, avec Philippe Dubeau à l'orgue de l'église Notre-Dame de Clignancourt de Paris (LP Scriptodisc 780.102, 1978, repris en CD ILD-Inter Loisirs Disc 642116, 1991).
- Adagios célèbres : Albinoni, Cimarosa, Haendel, Marcello, Schubert, avec Philippe Dubeau à l'orgue de l'église Notre-Dame de Clignancourt de Paris (CD ILD-Inter Loisirs Disc 642179, 1998).
- Jean-Baptiste Arban, Sept études caractéristiques pour trompette, avec Claude Pichaureau au piano (cassette audio Alphonse Leduc, 1986).
- Théo Charlier (en), Onze études pour trompette, avec Judy Chin au piano (CD ILD-Inter Loisirs Disc, 1996).

### Ensemble de cuivres
- Avec l'Ensemble de cuivres Gabriel Masson :
  - Musique pour cuivres de la Renaissance (LP Club Français du Disque CFD 367, 1955)
  - Danses, Airs et Marches du XVe au XVIIIe siècle (LP Musidisc 30 RC 793, 1965)
- Avec le Quintette de cuivres Ars Nova :
  - Richesse des cuivres d'hier et d'aujourd'hui (LP Erato STU 70660, 1971)
  - Cuivres et orgue, avec Xavier Darasse, orgue de l'église Notre-Dame-des-Blancs-Manteaux (LP Erato STU 70662, 1971)
- Avec l'Ensemble vocal et instrumental Philippe Caillard : 
  - Chœur, cordes et cuivres (LP Erato STU 70687, 1972).
- Avec l'Ensemble Ars Nova, direction Marius Constant :
  - Sonnerie pour réveiller le bon gros roi des singes d'Erik Satie, avec Bernard Jeannoutot, trompette (LP Erato STU 71336, 1981)

### Enregistrements vidéo
- J.S. Bach, Concerto brandebourgeois no 2 BWV 1047, dans l'intégrale des Six concertos brandebourgeois par l'Orchestre Bach de Munich, direction et clavecin Karl Richter. Filmé dans la galerie du château de Schleissheim en avril 1970 par Arne Arnbom. DVD Deutsche Grammophon/Unitel 00440 073 4147, 2006  (EAN 0044007341476).
- Haendel, Music for the Royal Fireworks (Ouverture/Allegro), par l'Orchestre Bach de Munich, direction Karl Richter[19]. Filmé dans la galerie du château de Schleissheim en 1969 par Arne Arnbom.
- Plusieurs enregistrements vidéo amateurs de Pierre Thibaud sont disponibles sur Youtube et Dailymotion. Anciens élèves du maître, Giorgio Baggiani (Pierre Thibaud Facebook Memorial) et Philippe Litzler (Philippe Litzler's Channel), ainsi que des admirateurs de l'artiste, publient en ligne des montages vidéo d'enregistrements audio inédits ou extraits de vinyles devenus quasi introuvables.